# Марк Сервілій
Марк Сервілій (Marcus Servilius; ? — після 20) — політичний і державний діяч Римської імперії, консул3 року.

## Життєпис
Походив з роду нобілів Сервіліїв. Син Марка Сервілія, сенатора. У 3 році обрано консулом разом з Луцієм Емілієм Ламією. Користувався довірою й дружбою імператора Тиберія. Останній у 17 році залишив Сервілію великий спадок. Після цього той займався здебільшого літературними вправами та колекціонуванням. Остання звістка про Марка Сервілія датується 20 роком. Подальша доля невідома.

## Родина
Дружина — Нонія
Діти:
- Марк Сервілій Ноніан, консул 35 року.